# Micky Molina
Pour les articles homonymes, voir Molina.
Miguel Molina, mieux connu sous le nom de Micky Molina est un acteur et chanteur espagnol né à Madrid le 27 novembre 1963.

## Filmographie
- Maravillas, de Manuel Gutiérrez Aragón (1981)
- 1919, crónica del alba, de Antonio José Betancor (1983)
- Dans les ténèbres (Entre tinieblas), de Pedro Almodóvar (1983)
- La mujer del juez, de Francisco Lara Polop (1984)
- Dragon Rapide, de Jaime Camino (1986)
- En penumbra, de José Luis Lozano (1987)
- La Loi du désir (La ley del Deseo), de Pedro Almodóvar (1987)
- No hagas planes con Marga, de Rafael Alcázar (1988)
- Malaventura, de Manuel Gutiérrez Aragón (1988)
- Las cosas del querer, de Jaime Chávarri (1989)
- Badis, de Mohamed Abderrahman Tazi (1990)
- El anónimo... ¡Vaya papelón!, de Alfonso Arandia (1990)
- La puerta, ¡¡Vaya broma!! (1990)
- Martes de carnaval, de Fernando Bauluz y Pedro Carvajal (1991)
- El amor sí tiene cura, de Javier Aguirre (1991)
- Dime una mentira, de Juan Sebastián Bollaín (1993)
- Adeus Princesa, de Jorge Paixão da Costa(1994)
- Fotos, de Elio Quiroga (1996)
- Mor, vida meva, de Mar Targarona (1996)
- La duquesa roja, de Francisco Betriú (1997)
- Tatawo, de Jo Sol (2000)
- Código natural, de Vicente Pérez Herrero (2000)
- Bestiario, de Vicente Pérez Herrero (2002)
- Las llaves de la independencia, de Carlos Gil (2004)
- Soldados (Historia de un cocido), (2005)
- Cannibal, de Benjamin Viré (2010)